# Coelioxys tegularis
Coelioxys tegularis is een vliesvleugelig insect uit de familie Megachilidae. De wetenschappelijke naam van de soort is voor het eerst geldig gepubliceerd in 1869 door Cresson.